# Воронцовский сельсовет (Тамбовская область)
Воронцовский сельсовет — муниципальное образование со статусом сельского поселения в Знаменском районе Тамбовской области.
Административный центр — село Воронцовка.

## История
В соответствии с Законом Тамбовской области от 17 сентября 2004 года № 232-З установлены границы муниципального образования и статус сельсовета как сельского поселения.

## Население
| 2010  | 2012  | 2013  | 2014  | 2015  | 2016  | 2017  |
| ----- | ----- | ----- | ----- | ----- | ----- | ----- |
| 3819  | ↗3894 | ↘3876 | ↘3845 | ↘3764 | ↘3702 | ↘3662 |
| 2018  | 2019  | 2020  | 2021  |       |       |       |
| ↘3623 | ↘3568 | ↘3440 | ↘2922 |       |       |       |

## Состав сельского поселения
| № | Населённый пункт | Тип населённого пункта       | Население |
| - | ---------------- | ---------------------------- | --------- |
| 1 | Большие Пады     | деревня                      | 108       |
| 2 | Воронцовка       | село, административный центр | 982       |
| 3 | Даниловка        | деревня                      | 229       |
| 4 | Первомайское     | посёлок                      | 2485      |
| 5 | Сява             | деревня                      | 7         |

### Упразднённые населённые пункты
Посёлок Степной Лесхоз.